# 艾鲁
艾鲁（法語：Airoux，法語發音：[ɛʁu] ⓘ）是法国奥德省的一个市镇，位于该省西北部，属于卡尔卡松区。

## 地理
艾鲁（43°21'49"N, 1°52'0"E）面积5.49 平方千米，位于法国奧克西塔尼大區奥德省，该省份为法国南部沿海省份，北起塔恩省，西北接上加龙省，西接阿列日省，南至东比利牛斯省，东临地中海，东北与埃罗省接壤。
与艾鲁接壤的市镇（或旧市镇、城区）包括：昂茹堡、蒙费朗、蒙莫尔、里科、苏佩克斯。

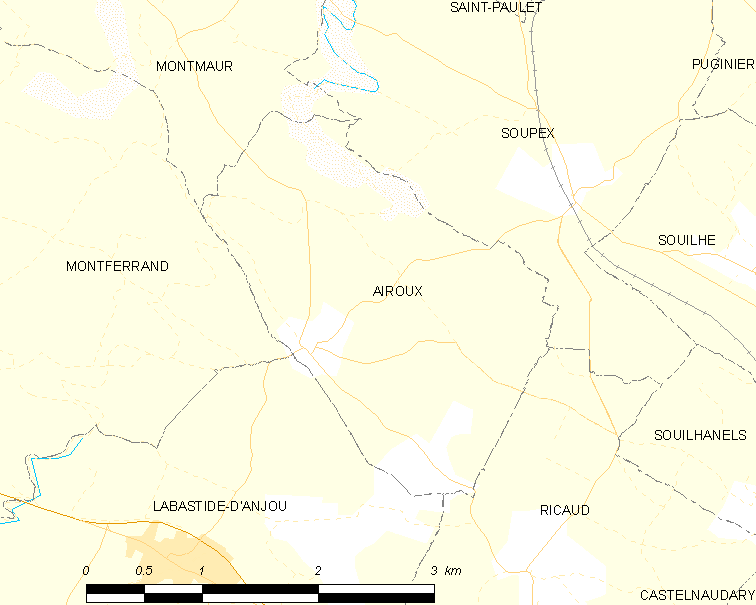
艾鲁的OSM定位图

艾鲁的时区为UTC+01:00、UTC+02:00（夏令时）。

## 行政
艾鲁的邮政编码为11320，INSEE市镇编码为11002。

## 政治
艾鲁所属的省级选区为绍里安盆地县。

## 人口

1962-2008年间艾鲁人口变化图示

艾鲁于2022年1月1日时的人口数量为189人。